# Eindige-differentiemethode
De eindige-differentiemethode (Engels: finite difference method) is een methode in de numerieke wiskunde om partiële differentiaalvergelijkingen op te lossen. De methode bestaat erin de continue coördinaten {\displaystyle x,y,z,t} te discretiseren door ze te vervangen door een rooster {\displaystyle i,j,k,l} met afmeting {\displaystyle h} en de partiële differentialen {\displaystyle \partial U} door eindige differenties.
Zo wordt de Laplace-operator {\displaystyle \nabla ^{2}} in 3 dimensies benaderd als
{\displaystyle \nabla ^{2}U={\frac {\partial ^{2}U}{\partial x^{2}}}+{\frac {\partial ^{2}U}{\partial y^{2}}}+{\frac {\partial ^{2}U}{\partial z^{2}}}}
{\displaystyle \approx {\frac {1}{h^{2}}}\left({\frac {1}{6}}(U(i+1,j,k)+U(i-1,j,k)+U(i,j+1,k)+U(i,j-1,k)+U(i,j,k+1)+U(i,j,k-1))-U(i,j,k)\right)}
De op te lossen partiële differentiaalvergelijkingen worden opgedeeld in drie klassen: elliptische, parabolische en hyperbolische differentiaalvergelijkingen. Elke soort vergt een eigen manier van eindige differentie.

## Elliptisch
Elliptische differentiaalvergelijkingen zijn partiële differentiaalvergelijkingen van de vorm van de golfvergelijking
{\displaystyle \nabla ^{2}U=\partial ^{2}U/\partial t^{2}}
Dergelijke vergelijkingen komen voor bij alle golven: elektromagnetische golf, geluidsgolf, oppervlaktegolf (vloeistofdynamica), seismische golf, rayleighgolf, lovegolf. Zo geformuleerd leent de vergelijking zich nog niet tot eindige differenties, maar bij een vaste pulsatie {\displaystyle s} vereenvoudigt dit tot de helmholtz-vergelijking:
{\displaystyle \nabla ^{2}U=s^{2}U}
Die wel met eindige differenties oplosbaar is.
Een bijzonder geval is de poissonvergelijking:
{\displaystyle \nabla ^{2}U=g(x,y,z,t)}
g is de bronterm, bijvoorbeeld lading of stroom. Dit gaat met eindige differenties. 
Als de bronterm nul is, is de vergelijking van Laplace hiervan weer een bijzonder geval.
{\displaystyle \nabla ^{2}U=0}
De vergelijking van Laplace of potentiaalvergelijking komt veel voor in de elektrostatica en de magnetostatica maar ook in de vloeistofdynamica.
Een goede methode van eindige differentie voor de gevallen hierboven is de methode van Gauss-Seidel, voor de eenvoud van notatie enkel in 3 dimensies gegeven.
{\displaystyle U(i,j,l)=(U(i-1,j,l)+U(i+1,j,l-1)+U(i,j+1,l-1)+U(i,j+1,l-1))/4-h^{2}g(i,j,l)}
De methode komt er op neer, alle punten van het kubisch rooster een voor een af te lopen en telkens de formule toe te passen (relaxatie). Op de rand moet de randvoorwaarde gelden. Dit is dikwijls een vaste waarde - dikwijls nul - een   Dirichlet-randvoorwaarde of een vaste afgeleide - dikwijls nul - Neumann-randvoorwaarde of een combinatie van beide impedantie-randvoorwaarde. Dit wordt zo dikwijls herhaald iteratie, tot geen verandering meer optreedt en er van convergentie sprake is.
Een verbetering in snelheid levert successieve overrelaxatie:
{\displaystyle U(i,j,l)=\phi U(i,j,l)-(\varphi -1)U(i,j,l-1)},
waarin {\displaystyle \varphi =1,618} de gulden snede is.

## Parabolisch
Parabolische differentiaalvergelijkingen zijn partiële differentiaalvergelijkingen van de vorm van de diffusievergelijking:
{\displaystyle \nabla ^{2}U=\partial U/\partial t}
Diffusievergelijkingen komen voor bij processen van diffusie: warmte, neutronen, isotopen.
Een goede methode van eindige differentie is in zo'n geval de methode van Crank-Nicholson, voor de eenvoud van notatie enkel in 2 dimensies gegeven:
{\displaystyle U(i,l+1)=U(i-1,l+1)/2-U(i,l+1)+U(i+1,l+1)/2+U(i-1,l)/2+U(i+1,l)/2}
Op de rand geldt natuurlijk weer de randvoorwaarde van het gegeven probleem, bijvoorbeeld in het geval van warmte een dirichlet-voorwaarde voor een rand op vaste temperatuur of een neumann-voorwaarde voor een geïsoleerde rand.
Vertrekkend vanaf een gegeven {\displaystyle U(x,y,z,0)} op tijd 0 laat successieve toepassing van de formule nu toe een benadering te berekenen op latere tijden: {\displaystyle U(x,y,z,t)}.

## Hyperbolisch
Hyperbolische differentiaalvergelijkingen zijn partiële differentiaalvergelijkingen van de vorm
{\displaystyle \nabla ^{2}U=-\partial ^{2}U/\partial t^{2}}
Dergelijke vergelijkingen komen voor in de stromingsleer boven de geluidssnelheid. Inderdaad, de Navier-Stokes-vergelijkingen worden dan hyperbolisch. Er is een methode van Lax in dit geval, maar een groot probleem voor de methode is het ontstaan van min of meer sterke schokgolven.
- Bibliothèque nationale de France: cb13564043x (data)
- Gemeinsame Normdatei: 4194626-1
- Library of Congress Control Number: sh85048348
- Bibliotheek van het Japanse parlement: 00569934
- Nationale Bibliotheek van Israël: 987007531228905171